# 2944 Peyo
2944 Peyo este un asteroid din centura principală, descoperit pe 31 august 1935 de Karl Reinmuth.